# Södra Söre
Södra Söre is een plaats in de gemeente Östersund in het landschap Jämtland en de provincie Jämtlands län in Zweden. De plaats heeft 110 inwoners (2005) en een oppervlakte van 35 hectare. De plaats ligt aan de rivier de Indalsälven, direct aan de overzijde van deze rivier ligt de plaats Lit, waarmee een directe brugverbinding is.